# Amblypodia bicolora
Amblypodia bicolora är en fjärilsart som beskrevs av Johannes Karl Max Röber 1886. Amblypodia bicolora ingår i släktet Amblypodia och familjen juvelvingar. Inga underarter finns listade i Catalogue of Life.